# Rolampont

Rolampont este o comună în departamentul Haute-Marne din nord-estul Franței. În 2009 avea o populație de 1.610 de locuitori.

## Evoluția populației
| An        | 1975  | 1982  | 1990  | 1999  | 2006  | 2009  |
| --------- | ----- | ----- | ----- | ----- | ----- | ----- |
| Populație | 1.617 | 1.626 | 1.517 | 1.508 | 1.618 | 1.610 |